# Gianna Nannini
Gianna Nannini (* 14. června 1954 Siena, Itálie) je italská zpěvačka a skladatelka populární hudby. Jejím nejznámějším hitem je píseň Bello e Impossibile z roku 1986.

## Životopis

### Studium
Gianna Nannini se narodila v toskánském městě Siena roku 1954. Nejprve navštěvovala Institut hudebních studií Luigiho Boccheriniho v Lucce. V roce 1975 odešla do Milána, kde studovala na konzervatoři (obory klavír, kytara, kompozice). O rok později jí vyšla první deska a začala se prosazovat na italské scéně. Roku 1994 odpromovala z filosofie na univerzitě v Sieně.

### Sólová kariéra
Prvním jejím vydaným albem byla deska Gianna Nannini z roku 1976. O dva roky později vydává album California (inspirováno jejími cestami po USA), které je označováno jako rockové. Díky řezavému hlasu je často přirovnávána k Janis Joplin. Z desky California pochází její první velký hit – píseň America, která obsadila první příčky hitparád v Německu a severní Evropě. Album bylo platinové v Itálii a zlaté v Německu, Švýcarsku a Rakousku.
V roce 1981 potkala manažera Petera Zumstega a založila s ním nezávislé vydavatelství Gianna. Jejich spolupráce trvala celkem 23 let. Ve stejném roce začala skládat soundtrack pro film Sconcerto Rock Luciana Mannuzziho. Giannino páté album Latin Lover, na kterém spolupracovala například s Annie Lennox nebo Jackie Liebezeit, zaznamenalo opět úspěchy v podobě jedné platinové (Itálie) a třech zlatých desek (Německo, Švýcarsko a Rakousko). Roku 1983 si zahrála roli Titanie ve filmovém zpracování Shakespearovy komedie Sen noci svatojánské. V roce 1989 napsala píseň Un'estate italiana, která se stala oficiální znělkou italského Mistrovství světa ve fotbale v roce 1990. Roku 1995 vyrazila na klubové turné Extravaganza Club Tour, které bylo zvláštní tím, že všechna použitá elektřina pocházela výhradně ze slunečních elektráren. V dubnu roku 2007 vyšlo její album Pia Come la Canto Io, což byla kolekce písní, napsaná pro moderní popovou operu. Její nejnovější řadové album Inno z roku 2013 bylo nahráno v londýnských studiích Abbey Road.

### Duety
Za svou hudební kariéru natočila Gianna Nannini celou řadu duetů s dalšími zpěváky. V roce 1987 například zpívala se Stingem a Brucem Springsteenem duety v představení Třígrošová opera Bertolda Brechta a Kurta Weilla v Schauspielhaus v Hamburku. Jiným známým duetem byla již zmiňovaná píseň Un'estate italiana, což byl duet s italským zpěvákem Edoardem Bennatem. Dále spolupracovala s Andreou Bocellim, italským raperem Fabri Fibrou nebo makedonským zpěvákem Tošem Proeskim.

### Aktivismus
Gianna Nannini od počátků své kariéry aktivně podporuje ekologická, lidskoprávní a jiná aktivistická hnutí a charitativní projekty:
- 1985 – charitativní projekt Musica Italia per Etiopia
- 1989 – honorář za píseň Un'estate italiana věnovala na konto Amnesty International
- 1995 – vystupuje na koncertu na podporu imigrantů Concerto di Solidarietà per gli Immigrati a po boku 16 tibetských mnichů na akci Concerto per il Tibet; v červenci na protest proti jaderným testům na atolu Mururoa vyšplhala na budovu francouzského velvyslanectví
- 2002 – inkognito se zúčastnila Pochodu míru z Perugie do Assisi
- 2003 – dvakrát navštívila Bagdád
- 2009 – spolu s dalšími italskými zpěváky nahrála píseň Domani 21/04/09 na podporu obětí zemětřesení v Abruzzu

## Diskografie
Informace převzaty z oficiálních stránek zpěvačky.

### Řadová alba
- Gianna Nannini (1976)
- Una radura (1977)
- California (1979)
- G. N. (1981)
- Latin Lover (1982)
- Puzzle (1984)
- Profumo (1986)
- Malafemmina (1988)
- Scandalo (1990)
- Maschi e altri a španělská verze Chicos y otros(1992)
- X Forza E X Amore (1993)
- Dispetto (1995)
- Cuore (1998)
- Aria (2002)
- Perle (2004)
- Grazie (2006)
- Pia come la canto io
- Giannadream – Solo I Sogni Sono Veri
- Extradream – Solo I Sogni Sono Veri
- Io e te (2011)
- Inno (2013)

### Záznamy koncertů
- Tutto Live (1985)
- Giannissima (1991)

### Soundtracky
- Sconcerto Rock (1981)
- Momo (2002)

### Výběrová a best-off alba
- Maschi e Altri (1987)
- Bomboloni (1996)
- Giannabest (2007)